# Nationaltheater (Athen)
Das Nationaltheater (griechisch Εθνικό Θέατρο Ethnikó Théatro) ist ein Theater in der griechischen Hauptstadt Athen. Nach mehrjährigen Renovierungsarbeiten und Ausweichbühnen kehrte es Ende 2009 in das alte Theatergebäude an der Odos Agiou Konstandinou (Οδός Αγίου Κωνσταντίνου) zurück.

## Gebäude

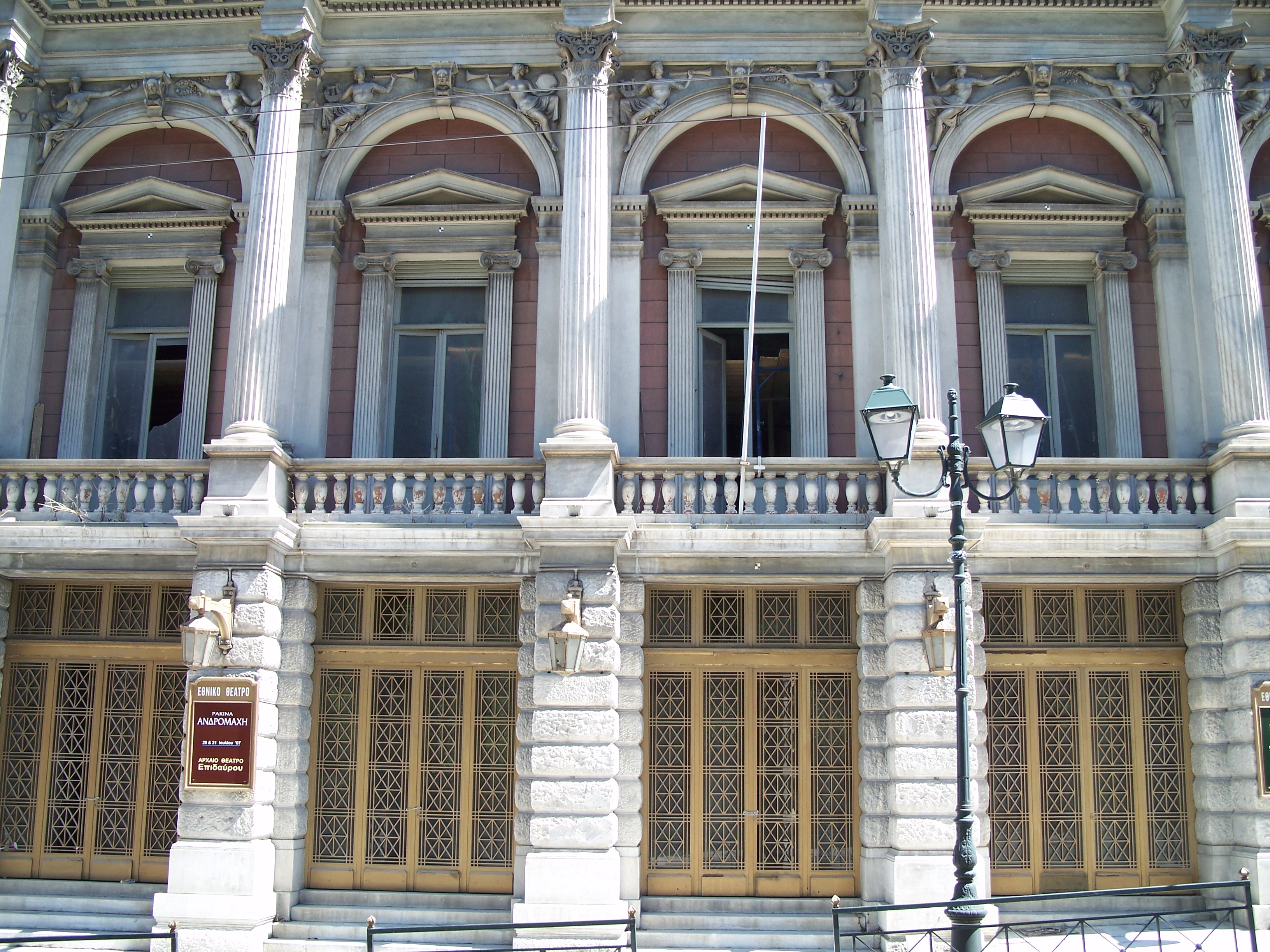
Das Gebäude während des Umbaus (2007)

Der Beschluss, ein neues Theater zu bauen, wurde um 1880 von König Georg I. gefasst. Ernst Ziller wurde mit dem Entwurf und der Ausführung beauftragt. Die Fassade des Neorenaissancebaus orientiert sich an der antiken Athener Hadriansbibliothek. Um 1890 war das Gebäude fertiggestellt, der Ausbau zog sich bis 1900 hin. Von 1930 bis 1931 wurde das Gebäude durch den Bühnenbildner und Designer Kleovoulos Klonis erneut umgebaut.
Brandschutzbestimmungen und Platzmangel machten einen großen Umbau notwendig, bei dem auch Teile der alten Substanz abgerissen werden mussten. Nach achteinhalb Jahren wurde Ende 2009 das renovierte und erweiterte Nationaltheater wieder in Betrieb genommen.

## Institution
Versuche, eine große Bühne zu etablieren, gab es bereits unter König Otto. 1856 lehnte das Parlament jedoch die von ihm beantragten Gelder dafür ab. Königin Amalie ließ 1862 statt eines Balls im Großen Saal des Schlosses Theater aufführen, wobei die Damen der Gesellschaft selbst mitspielen durften. Andreas Syngros finanzierte schließlich die Gründung des Städtischen Theaters, welches lange die einzige große Bühne der Stadt war (wenn man vom städtischen Theater in Piräus absieht). 1939 wurde das Gebäude an der damaligen Platía Loudovíkou (Πλατεία Λουδοβίκου) heute Platía Kotziá (Πλατεία Κοτζιά) abgebrochen.
Das königliche Theater wurde 1901 gegründet und mit drei Veranstaltungen offiziell als Königliches Theater eröffnet. Erster Direktor wurde Angelos Vlachos. Bereits 1908 musste es Konkurs anmelden und das Gebäude wurde für Theaterveranstaltung vermietet.
Nach dem Umbau erfolgte 1932 eine Wiedereröffnung als Nationaltheater. 1941 debütierte am Theater Dimitris Horn. Maria Callas spielte vom 27. August bis 2. September 1942 die Titelrolle in der Oper Tosca. Langjähriger Direktor war Alexis Minotis. Melina Mercouri war 1944 für kurze Zeit am Theater engagiert, wo sie jedoch als ungeschickt angesehen wurde. Eine Besonderheit war in den 1960er Jahren, dass es über einen professionellen Chor verfügte.